# Bol'šaja Totydėottajacha
La Bol'šaja Totydėottajacha (in russo Большая Тотыдэоттаяха?) è un fiume della Siberia Occidentale, affluente di sinistra del fiume Taz. Scorre nel Tazovskij e nel Krasnosel'kupskij rajon del Circondario autonomo Jamalo-Nenec, in Russia.
Il fiume scorre in direzione orientale e nord-orientale nel bassopiano della Siberia occidentale e sfocia nel canale Tytyl'ka lungo la riva sinistra del Taz. La lunghezza del fiume è di 239 km, l'area del bacino è di 2 520 km².